# OshMU Aldier FC
Der OshMU Aldier Football Club (kirgisisch футбол Клубу ОшМУ-Алдиер) ist ein kirgisischer Fußballverein aus Osch. Aktuell spielt der Verein in der ersten Liga.

## Vereinsgeschichte
Der Verein wurde 2022 gegründet und startete 2023 in der ersten Liga.

## Saisonplatzierung
| Saison | Liga     | Level | Platz | Kyrgyzstan Cup |
| ------ | -------- | ----- | ----- | -------------- |
| 2023   | Top Liga | 1     | 9.    | Viertelfinale  |
| 2024   | Top Liga | 1     | 7.    | Viertelfinale  |

## Trainerchronik
| Trainer            | Nation      | von             | bis               |
| ------------------ | ----------- | --------------- | ----------------- |
| Aybek Sulaymanov   | Kirgisistan | 1. Januar 2014  | 31. Dezember 2014 |
| Aybek Sulaymanov   | Kirgisistan | 1. Januar 2016  | 9. Januar 2024    |
| Aleksandr Beldinov | Kirgisistan | 10. Januar 2024 |                   |